# Jean-Henri Roger
Jean-Henri Roger (ur. 24 stycznia 1949 w Marsylii, zm. 31 grudnia 2012 w Saint-Cast-le-Guildo) – francuski reżyser, scenarzysta i aktor filmowy. 

## Życiorys
Zaczynał karierę jako dziennikarz dla lewicowej gazety "La Cause du peuple". Zainteresowanie maoizmem i kinem stało się zarzewiem jego przyjaźni z Jean-Lukiem Godardem. Przez lata Roger był członkiem wielu ważnych organizacji filmowych we Francji i pracował jako wykładowca akademicki na uczelni La Fémis. 
Jego debiut fabularny Śnieg (1981) zaprezentowany został w konkursie głównym na 34. MFF w Cannes. Kolejny film, Cap Canaille (1983), startował w konkursie głównym na 33. MFF w Berlinie. W obydwu obrazach główną rolę grała Juliet Berto, która była też współreżyserką pierwszego z nich.
Zasiadał w jury Złotej Kamery na 61. MFF w Cannes (2008).

## Filmografia

### Reżyser
- Śnieg (Neige, 1981)
- Cap Canaille (1983)
- Zbieg (Cavale, 2003)
- Po życiu (Après la vie, 2003)